# Чувашский Сускан
Чува́шский Суска́н (чув. Чӑваш Сӑскан) — село в Мелекесском районе Ульяновской области.

## География
До 1955 года село находилось на берегу реки Сускан (на несколько десятков метров ниже современного расположения села). После затопления поймы реки Волги водами Куйбышевского водохранилища село было перенесено на возвышенное место, где и находится в настоящее время. А река Сускан впоследствии превратилась в Сусканский залив Куйбышевского водохранилища.
Ныне находится на берегу Куйбышевского водохранилища, в 44 километрах к юго—западу от районного центра города Димитровград.
Ближайшие населённые пункты: Бирля (6 км.), Александровка (15 км.), Хрящёвка (13 км.), Рязаново (24 км.)
Улицы: Дзержинского, Заячья, Мира, Набережная, Полевая, Советская, Ульянова, Чехова, Школьная, Южная.

## Название

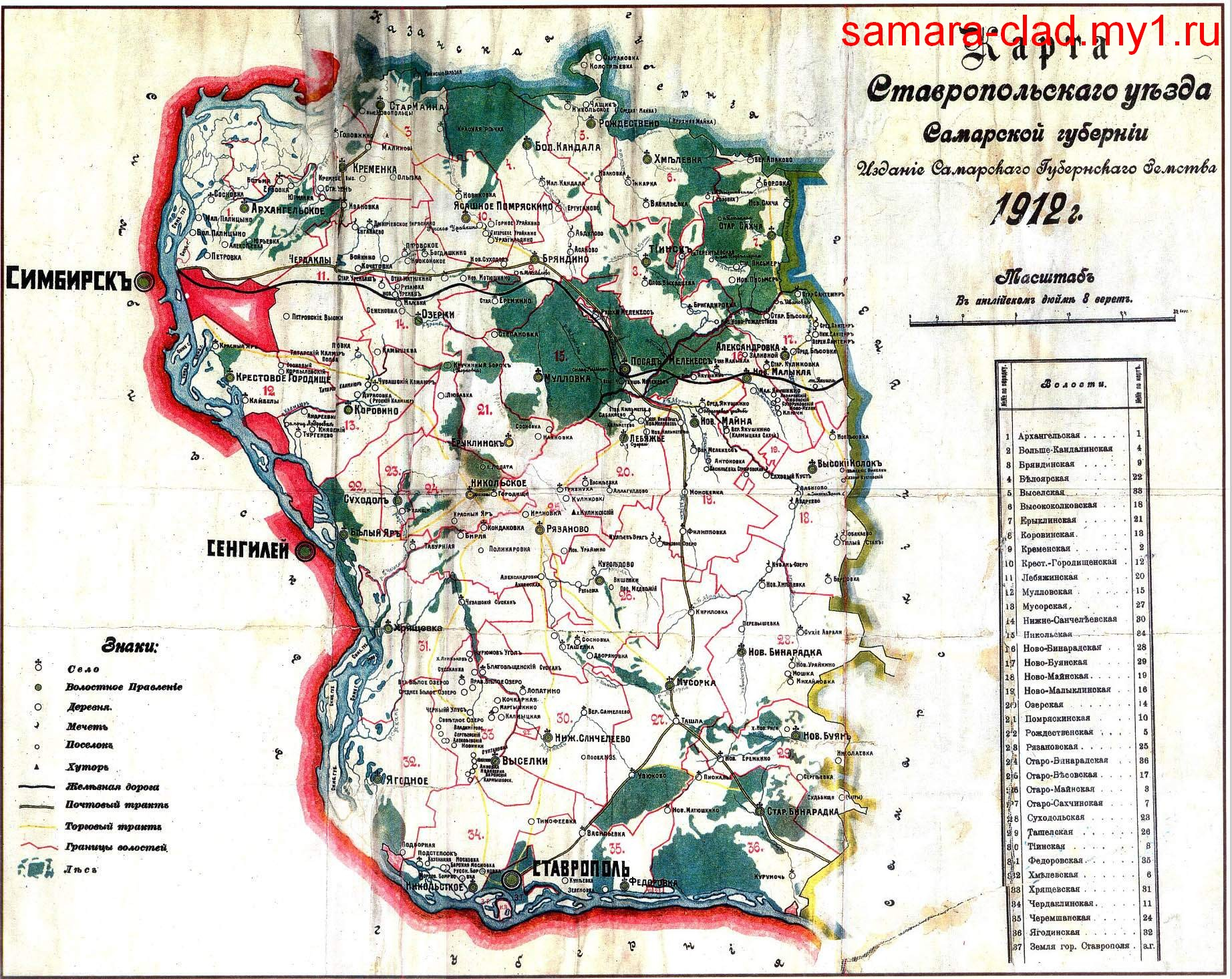
Чувашский Сускан на карте Ставропольского уезда в 1912 году

Название села предположительно происходит от двух финно-угорских слов: «суси» — волк, волчий и «кан» — река, дословно переводится как «волчья река».
Историческое название села — Троицкое (по названию церкви).

## История

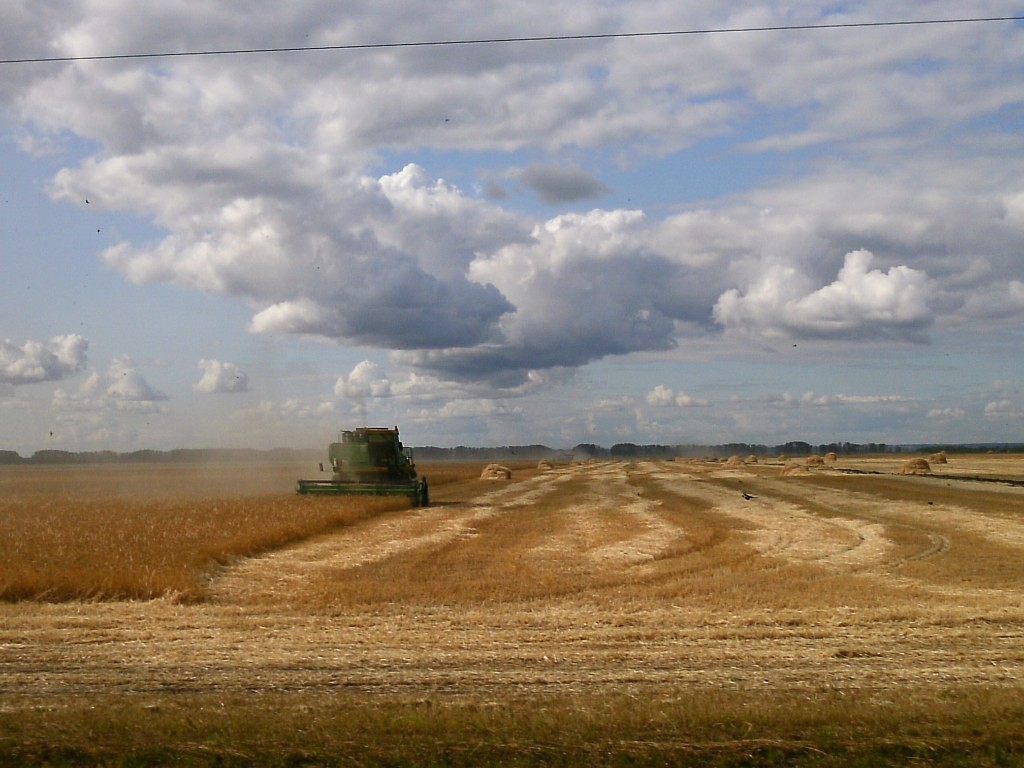
Уборка зерновых у села Чувашский Сускан

Село было основано в первой половине XVIII века на вотчинных землях Новодевичьего монастыря. Жители — чуваши, до 1797 дворцовые, до 1860-х гг. удельные крестьяне, занимались земледелием, животноводством, промыслами.
В XVIII веке существовал проект российского правительства по переселению крещённых калмыков в заволжские степи и приобщению их к оседлому образу жизни. Ради этой цели были выделены земли в Заволжье, построена крепость Ставрополь.
Чересполосное расселение калмыков и государственных крестьян задумывалось как средство постепенного приобщения кочевников к земледелию и оседлости. Сами переселенцы были организованы в войско наподобие казачьего. Управление крещёным калмыцким войском постоянно находилось в Ставрополе. Зимние посёлки калмыков находились вблизи или непосредственно на территории селений оседлых хлебопашцев. Три таких посёлка Сусканской роты Ставропольского калмыцкого войска стояли на речке Сускан и по обе стороны столбовой дороги из Ставрополя в Симбирск неподалёку от мордовского села Благовещенская Слобода (современный Верхний Сускан) и деревни Чувашский Сускан.
О занятиях калмыков Сусканской роты сообщалось, что они «в хлебопашестве не упражняются. Податей государственных не платят, а отправляют ежегодно службу для содержания караула на киргизской линии (границе с Казахстаном), а в военное время бывают в походах. Скотоводства имеют в большом количестве, как то конская и рогатая. И продают рогатый скот разным закупщикам на месте. А лошадей гоняют для продажи косяками на Макарьевскую, Карсунскую и другие ярморки, в чём и состоит главный их промысел к содержанию себя…». В XIX столетии ставропольское войско крещёных калмыков было упразднено, а сами они переведены в 1842 году на жительство в оренбургские степи.
В 1780 году, при создании Симбирского наместничества, деревня Сускан, при речке Сускане, экономических крестьян, вошла в состав Ставропольского уезда.
С 1796 года — в Симбирской губернии.
В 1861 году в селе была построена однопрестольная Дмитровская церковь, а на средства прихожан в 1910 году была построена новая церковь.
В 1887 году была построена двухпрестольная деревянная церковь, во имя Святой Троицы и великомученика Дмитрия.
До 1920-х гг. Чувашский Сускан находился в Ставропольском уезде Самарской губернии, затем в Мелекесском уезде, с 1928 года — в Мелекесском районе Ульяновского округа Средневолжской области, с 1943 года — Ульяновской области.
В начале XX века действовали церковь, земская, церковно-приходская школы и школа грамоты, 7 ветряных мельниц.
С приходом советской власти в 1918 году в Чувашском Сускане был организован Чувашско-Сусканский сельский совет.
В 1929-1930 гг. в Чувашском Сускане было создано три колхоза: им. Фрунзе, "Авангард" и им. Д. Бедного (позже им. Чкалова), которые обобществили более 500 чувашских, русских и мордовских крестьянских хозяйств Чув. Сускана.
В период с 1932 по 1937 годы в Сускане подверглись репрессиям около 30 человек.
В 1934 году Чувашско-Сусканский сельский совет был переименован в Дзержинский сельский совет рабочих, крестьянских и красноармейских депутатов с. Чувашский Сускан.
В 1928—1929 и 1935—1956 годах с. Чувашский Сускан находилось в  Николо-Черемшанском районе.
В 1953—1956 гг., в связи с затоплением Куйбышевским водохранилищем, село было перенесено на новое место.
В 1959 году в состав колхоза «Маяк революции» (с. Александровка) вошёл колхоз им. Фрунзе.
В 1961 году Дзержинский сельский совет с. Чувашский Сускан был присоединён к Александровскому сельскому совету.

## Население
| 1859 | 1889  | 1897  | 1910  | 1911  | 1926  | 1989 |
| ---- | ----- | ----- | ----- | ----- | ----- | ---- |
| 1252 | ↗2181 | ↘2180 | ↗2596 | →2596 | ↘2365 | ↘504 |
| 1996 | 2002  | 2010  |       |       |       |      |
| ↘482 | ↘384  | ↘261  |       |       |       |      |

Число дворов и жителей в разные годы: 1859 год — 123 двора, 1252 человек; 1911 год — 695 дворов, 2596 человек. (чуваши, русские, мордва); 1926 год — 2365 человек (в том числе 1139 чувашей); 2002 год — 384 человек (чуваши, русские); В 2010 году в селе проживало 261 человек, из них 113 мужчин и 148 женщин.

## Инфраструктура
На 2013 год в селе имеются: магазин, медпункт, почтовое отделение, библиотека, Дмитриевский храм в честь св. Дмитрия Солунского. Также в двух километрах от села расположена туристическая база «Сашуля», пользующаяся большой популярностью у жителей городов Тольятти, Самара Ульяновск и Димитровград. До начала 2000-х годов в селе функционировал клуб. Но после пожара в 2001 году здание значительно пострадало.
С 2012 года на находящемся рядом острове Согласия воспитанники детских домов реализуют проект «Остров отважных».

## Школа

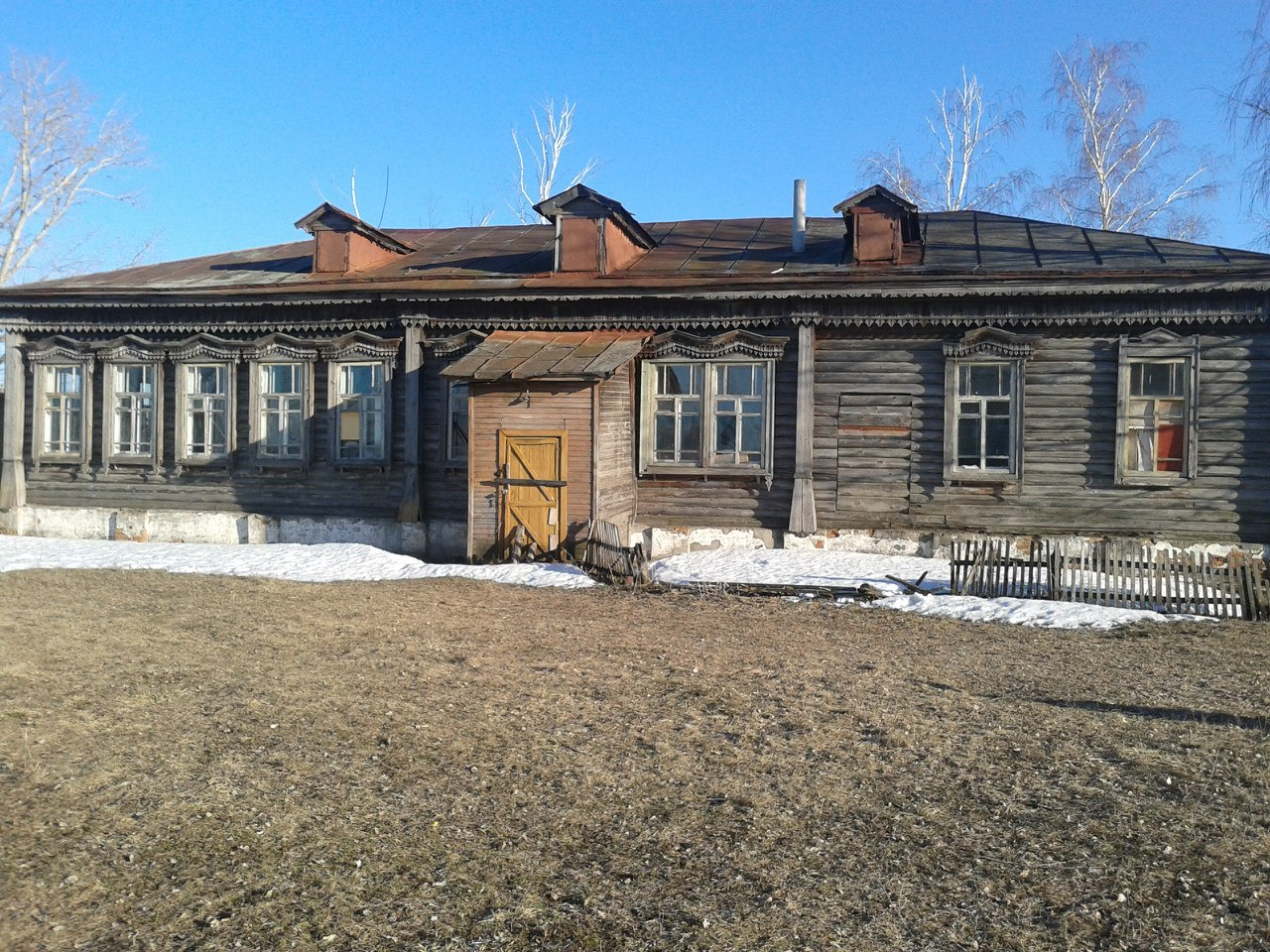
Чувашско — Сусканская школа. 2 корпус

До 2005 года в селе Чувашский Сускан функционировала основная общеобразовательная школа (девятилетка), но после реструктуризации учебное заведение было закрыто. Дети обучаются в соседнем селе Александровка. В настоящее время в школьном здании № 1 расположена сельская библиотека. Остальные учебные помещения пустуют. 

## Памятники

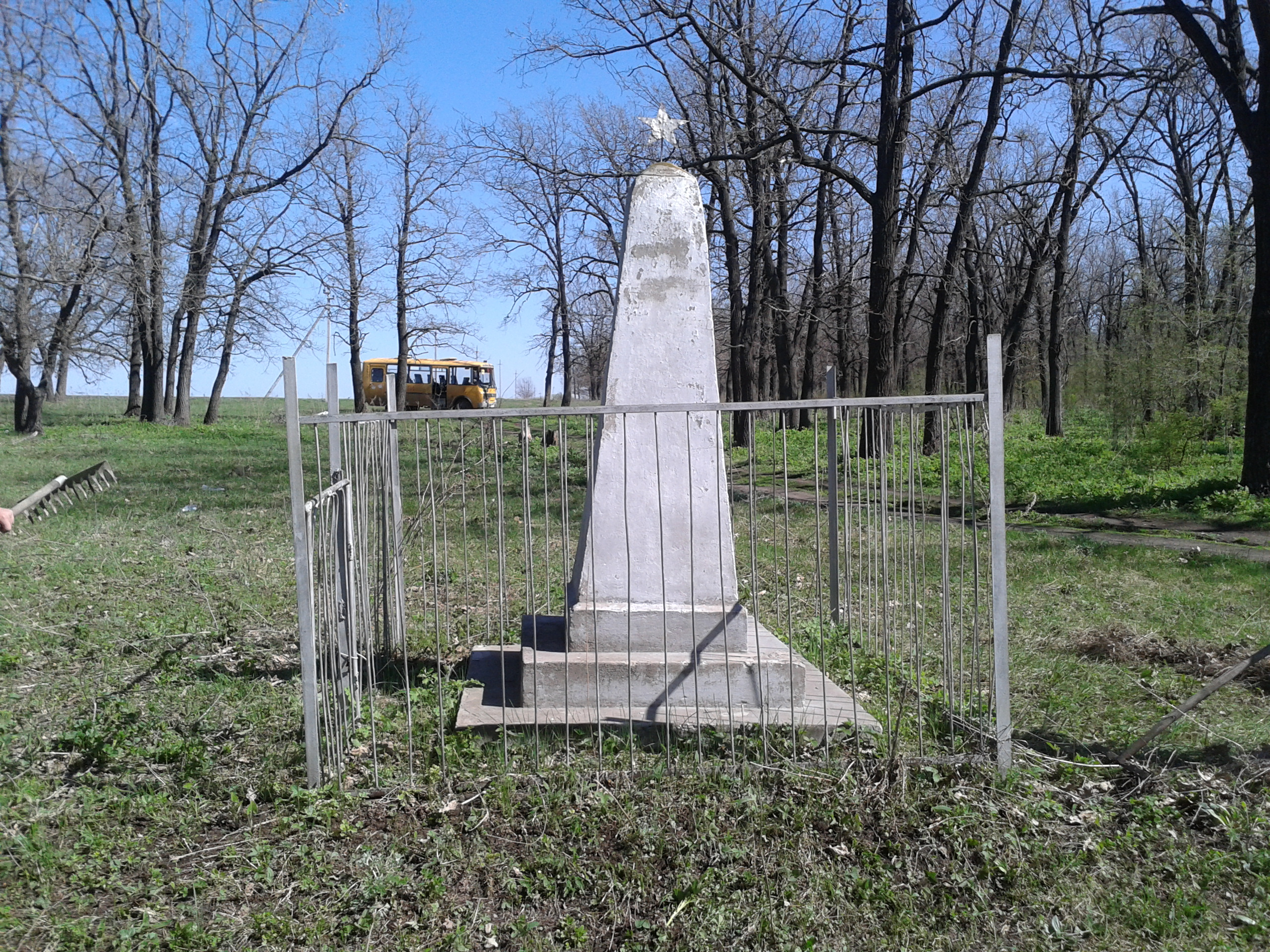
Обелиск погибшему красноармейцу Козырёву М. Г.

- В центре села напротив парка находится памятник погибшим землякам в Великой Отечественной войне.
- В нескольких километрах от села, на краю леса, расположен обелиск погибшему красноармейцу Козырёву М. Г., который был расстрелян белочехами в ходе восстания Чехословацкого корпуса в 1918 году. [источник не указан 3449 дней]

## Галерея

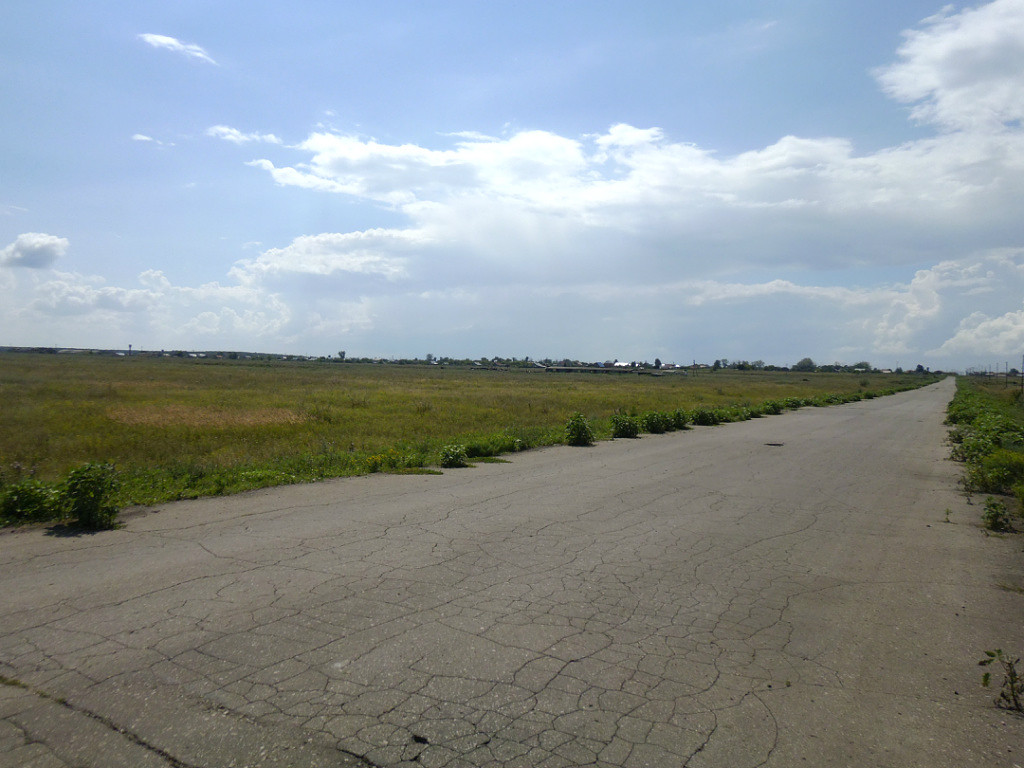
На въезде в село
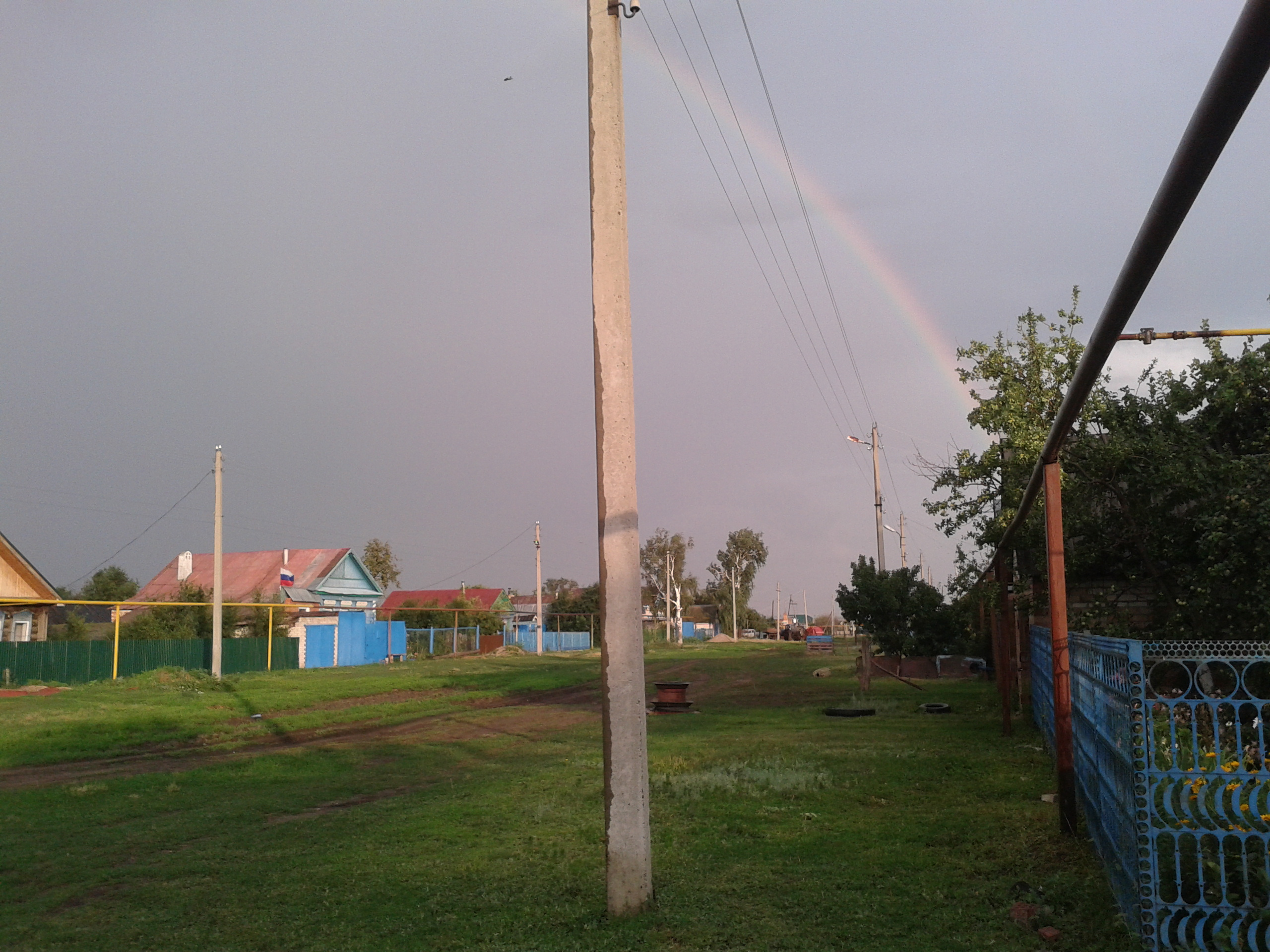
Улица Советская
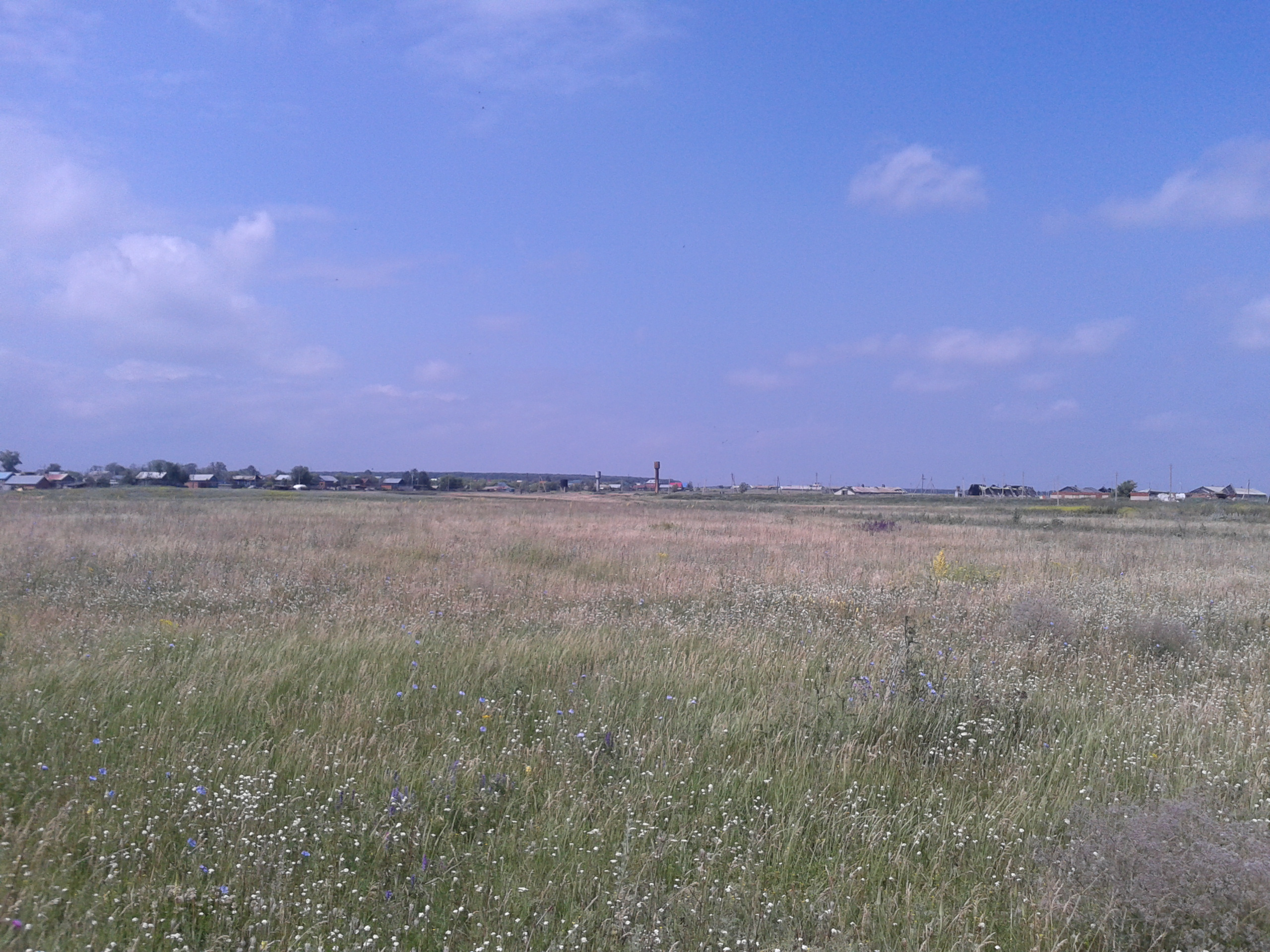
Недействующие фермы
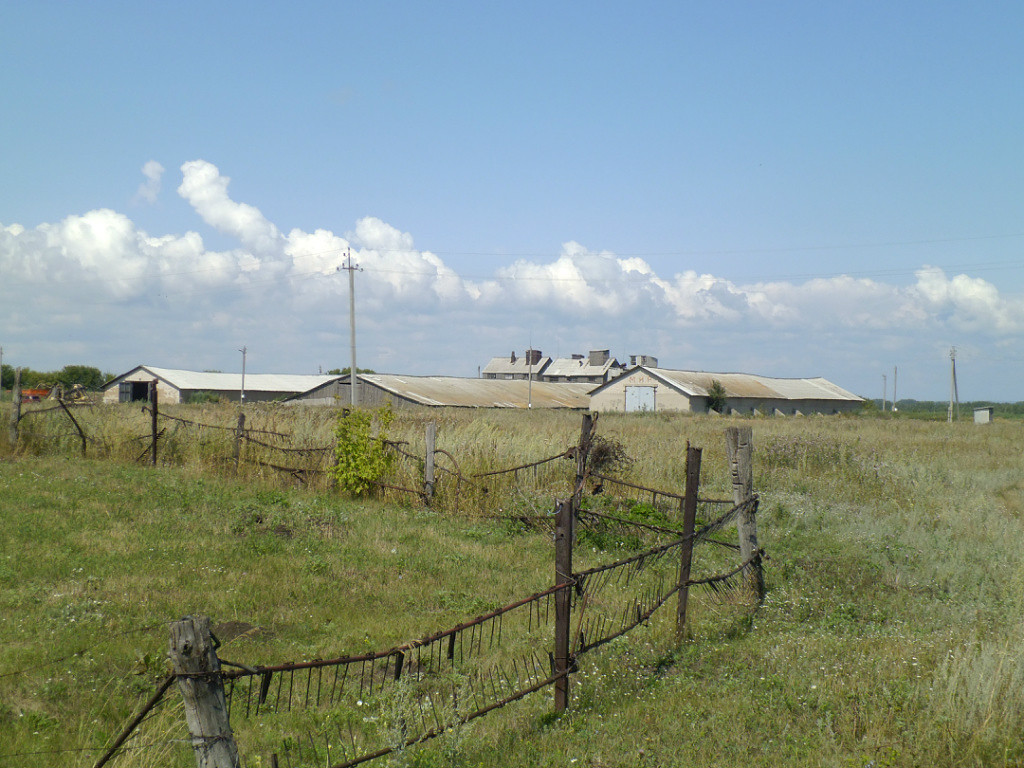
Зерноток
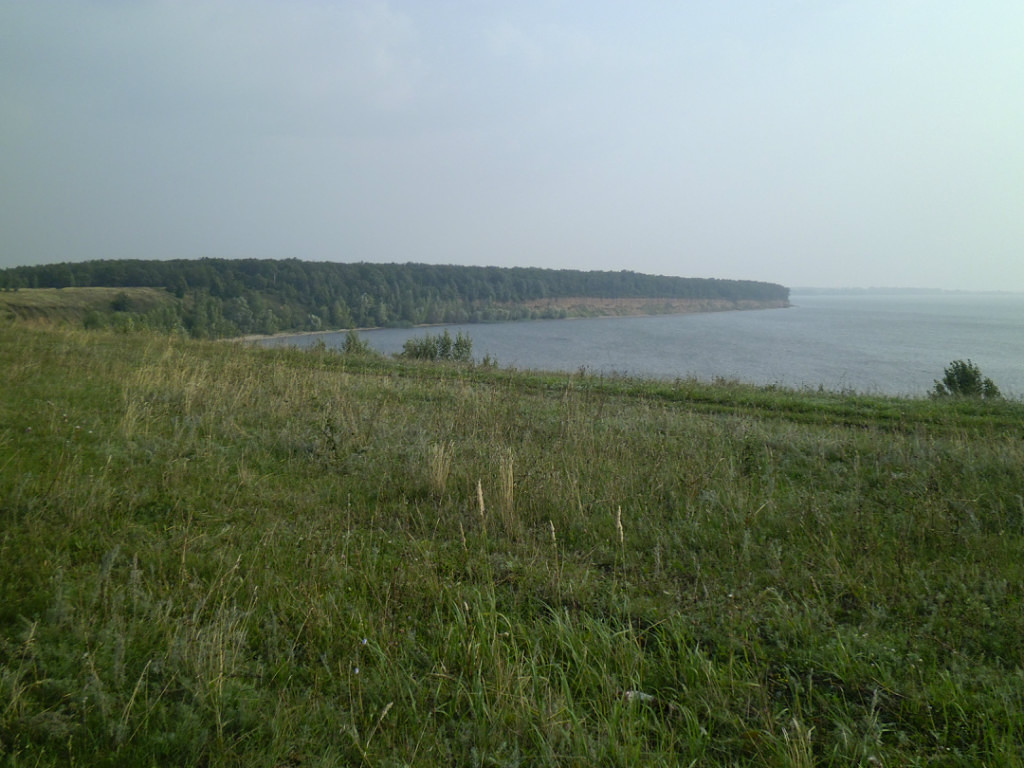
Куйбышевское водохранилище в окрестностях села Чувашский Сускан
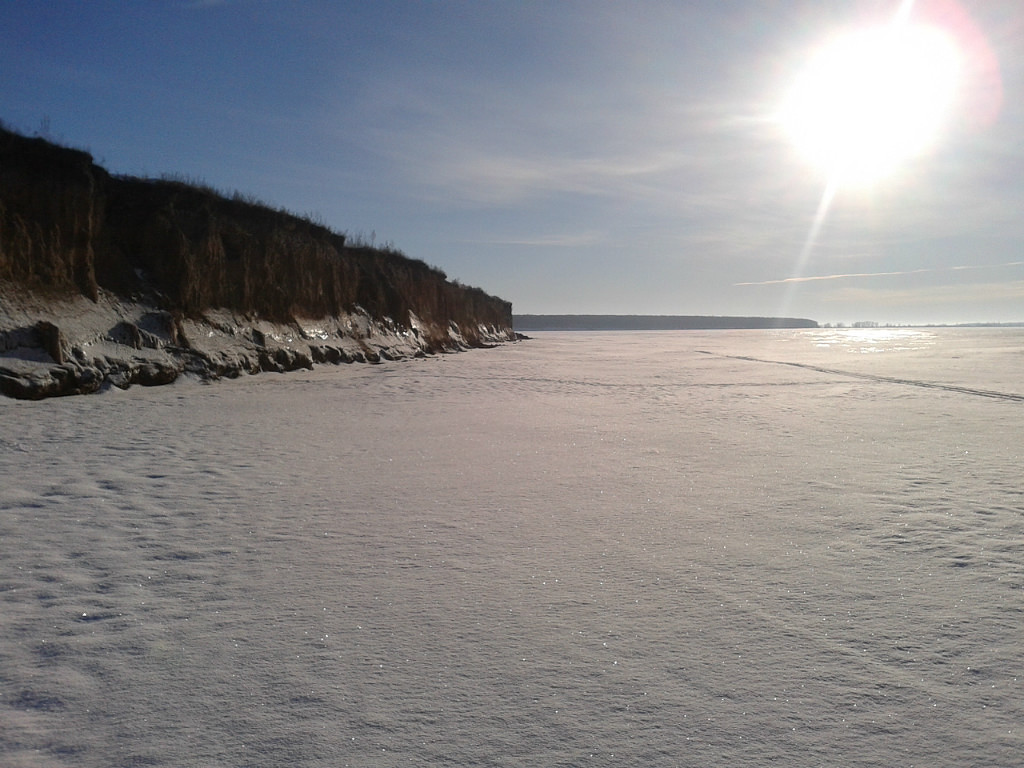
Сусканский залив зимой
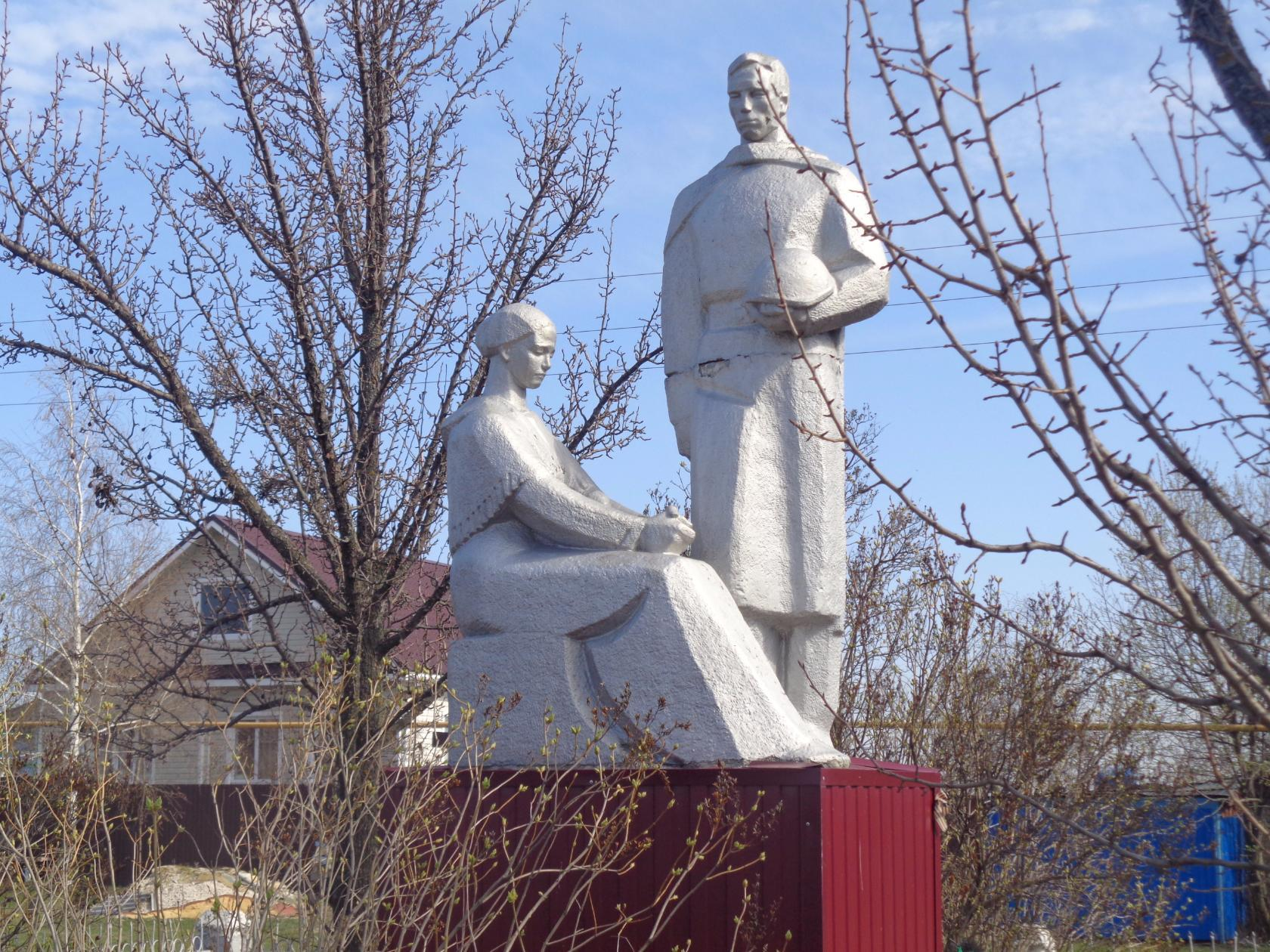
Памятник "Скорбящая мать".